# School's Out
"School's Out" is een nummer van de Amerikaanse band Alice Cooper. Het nummer werd uitgebracht op hun gelijknamige album uit 1972. Op 26 april van dat jaar werd het nummer eerst in de VS en Canada uitgebracht als de enige single van het album. In juli dat jaar volgde Japan en in januari 1973 Europa.

## Achtergrond
Volgens leadzanger Alice Cooper was hij geïnspireerd om "School's Out" te schrijven toen hij ooit de vraag kreeg, "Wat zijn de drie beste minuten van je leven?" Hij antwoordde hierop: "Tijdens het jaar zijn er twee momenten. Een ervan is kerstochtend, vlak voordat je je cadeaus openmaakt. De andere is de laatste schooldag wanneer je daar zit en het voelt alsof een lont langzaam opbrandt. Ik zei, 'Als we dat kunnen omvangen in een nummer van drie minuten, gaat het zo groot worden'." Cooper zei ook dat het nummer is geïnspireerd door een regel uit een film van The Bowery Boys, een voortzetting van de personages uit de film Dead End uit 1937. Tevens vertelde hij dat gitarist Glen Buxton verantwoordelijk was voor de gitaarriff aan het begin van het nummer.
De tekst van "School's Out" duidt aan dat niet alleen het schooljaar voorbij is, maar dat de school voor altijd uit is, en dat de school zelf is opgeblazen. Het kinderrijmpje "No more pencils, no more books, no more teachers' dirty looks" komt voor in het refrein. Ook wordt Cooper bij enkele regels van het nummer ondersteund door een kinderkoor dat op de achtergrond meezingt. Het nummer eindigt toepasselijk met een schoolbel die langzaam vervaagt.
Het nummer "Another Brick in the Wall Part 2" van Pink Floyd, net als "School's Out" geproduceerd door Bob Ezrin, bevat ook een kinderkoor. In latere liveoptredens gebruikte Cooper zijn nummer als introductie voor zijn versie van het Pink Floyd-nummer.
"School's Out" werd de eerste grote hit voor Alice Cooper en bereikte de zevende plaats in hun thuisland, de Verenigde Staten. In Canada bereikte het nummer de derde plaats, terwijl het in het Verenigd Koninkrijk de eerste en enige nummer 1-hit voor Cooper werd, zowel met zijn band als tijdens zijn solocarrière. In Nederland werd het nummer in 1973 pas een hit en kwam het tot de zesde plaats in de Top 40 en tot de negende plaats in de Daverende Dertig. In 2004 zette het tijdschrift Rolling Stone het nummer op de 319e plaats in hun lijst The 500 Greatest Songs of All Time; in de update van de lijst uit 2010 zakte het naar plaats 326. In 2009 zette de televisiezender VH1 het nummer op plaats 35 in hun lijst met de beste hardrocknummers aller tijden.
"School's Out" is gebruikt in de films Rock 'n' Roll High School (1979), Dazed and Confused (1993), Scream (1996) en I Love You, Beth Cooper (2009) en komt ook voor in afleveringen van de televisieseries The Simpsons, The Muppet Show, Glee en American Idol. In 2004 werd het tevens gebruikt voor een commercial van Staples Inc. waarin Cooper een rol speelt. Het nummer is gecoverd door vele artiesten, waaronder Toyah Willcox, Michael Cretu, The Sensational Alex Harvey Band, Demons & Wizards, Kirka, Krokus, Alien Sex Fiend, Soul Asylum, een samenwerking tussen Dave Mustaine, Marty Friedman, Bob Kulick, Bob Daisley, Eric Singer en Paul Taylor, The Donnas, A*Teens, GWAR, Rob Zombie in samenwerking met Slash, Foo Fighters, Kesha in een liveoptreden met Cooper en Les Savy Fav. Coopers supergroep Hollywood Vampires heeft het nummer ook opgenomen in een medley met "Another Brick in the Wall (part two)".

## Hitnoteringen

### Nederlandse Top 40
| Hitnotering: 03-02-1973 t/m 31-03-1973 | Hitnotering: 03-02-1973 t/m 31-03-1973 | Hitnotering: 03-02-1973 t/m 31-03-1973 | Hitnotering: 03-02-1973 t/m 31-03-1973 | Hitnotering: 03-02-1973 t/m 31-03-1973 | Hitnotering: 03-02-1973 t/m 31-03-1973 | Hitnotering: 03-02-1973 t/m 31-03-1973 | Hitnotering: 03-02-1973 t/m 31-03-1973 | Hitnotering: 03-02-1973 t/m 31-03-1973 | Hitnotering: 03-02-1973 t/m 31-03-1973 | Hitnotering: 03-02-1973 t/m 31-03-1973 |
| Week                                   | 1                                      | 2                                      | 3                                      | 4                                      | 5                                      | 6                                      | 7                                      | 8                                      | 9                                      |                                        |
| -------------------------------------- | -------------------------------------- | -------------------------------------- | -------------------------------------- | -------------------------------------- | -------------------------------------- | -------------------------------------- | -------------------------------------- | -------------------------------------- | -------------------------------------- | -------------------------------------- |
| Positie                                | 18                                     | 8                                      | 6                                      | 6                                      | 8                                      | 13                                     | 20                                     | 29                                     | 35                                     | uit                                    |

### Nationale Hitparade
| Hitnotering: 03-02-1973 t/m 17-03-1973 | Hitnotering: 03-02-1973 t/m 17-03-1973 | Hitnotering: 03-02-1973 t/m 17-03-1973 | Hitnotering: 03-02-1973 t/m 17-03-1973 | Hitnotering: 03-02-1973 t/m 17-03-1973 | Hitnotering: 03-02-1973 t/m 17-03-1973 | Hitnotering: 03-02-1973 t/m 17-03-1973 | Hitnotering: 03-02-1973 t/m 17-03-1973 | Hitnotering: 03-02-1973 t/m 17-03-1973 |
| Week                                   | 1                                      | 2                                      | 3                                      | 4                                      | 5                                      | 6                                      | 7                                      |                                        |
| -------------------------------------- | -------------------------------------- | -------------------------------------- | -------------------------------------- | -------------------------------------- | -------------------------------------- | -------------------------------------- | -------------------------------------- | -------------------------------------- |
| Positie                                | 22                                     | 9                                      | 9                                      | 9                                      | 11                                     | 14                                     | 20                                     | uit                                    |

### NPO Radio 2 Top 2000
| Nummer met noteringen in de NPO Radio 2 Top 2000 | '99 | '00 | '01 | '02 | '03 | '04 | '05 | '06 | '07 | '08 | '09 | '10 | '11 | '12 | '13 | '14 | '15 | '16 | '17 | '18 | '19  | '20  | '21  | '22  | '23  | '24  |
| ------------------------------------------------ | --- | --- | --- | --- | --- | --- | --- | --- | --- | --- | --- | --- | --- | --- | --- | --- | --- | --- | --- | --- | ---- | ---- | ---- | ---- | ---- | ---- |
| School's Out                                     | 319 | 124 | 119 | 125 | 156 | 148 | 208 | 338 | 209 | 191 | 417 | 334 | 353 | 645 | 649 | 788 | 924 | 785 | 757 | 940 | 1149 | 1244 | 1450 | 1314 | 1393 | 1468 |

1. ↑  Een vetgedrukt getal geeft de hoogste notering aan.